# Медено Поље (Босански Петровац)
Медено Поље је насељено мјесто у Босни и Херцеговини, у општини Босански Петровац, које административно припада Федерацији Босне и Херцеговине. Према попису становништва из 1991. у насељу је живјело 92 становника.

## Историја
Током Другог свјетског рата на Меденом Пољу се налазио партизански аеродром, преко кога су Савезници партизанима достављали помоћ у залихама и стручним савјетницима. Осим помоћи у залихама, са овог импровизованог аеродрома је вршен и транспорт рањеника у тада ослобођене дијелове Италије. Процијењује се да током рата са аеродрома транспортовано 2000 војника и цивила.
Током 80их, на Меденом Пољу је подигнут бруталистички споменик посвећен партизанској ескадрили, који је запуштен након Рата у Босни и Херцеговини. Поред споменика се налазио и амерички транспортни авион Даглас C-47/Р4Д Скајтрејн, који је уклоњен након рата.
Догађаји на Меденом Пољу су екранизовани у југословенском филму "Партизанска ескадрила (1979)".

## Становништво
| Националност       | 2013. | 1991. | 1981. | 1971. | 1961. |
| Срби               | 19    | 90    | 124   | 161   |       |
| Југословени        |       | 1     | 5     |       |       |
| Хрвати             |       |       |       | 1     |       |
| Бошњаци            | 8     |       |       |       |       |
| остали и непознато |       | 1     |       |       |       |
| Укупно             | 27    | 92    | 129   | 161   | '     |

| Демографија | Демографија | Демографија |
| Година      | Становника  | Становника  |
| ----------- | ----------- | ----------- |
| 1961.       | 246         |             |
| 1971.       | 161         |             |
| 1981.       | 129         |             |
| 1991.       | 92          |             |
| 2013.       | 27          |             |

## Знамените личности
- Мирко Алвировић, српски новинар, мајка од Узелаца из Меденог Поља.
- Раде Баста, бивши министар у влади Републике Србије, отац из Меденог Поља.
- Драго Ђукић, генерал-мајор Југословенске народне армије и народни херој Југославије.
- Мирко Кесић, народни херој Југославије.
- Маринко Роквић, мајка од Мркића из Меденог Поља.